# でこくーる
でこくーるは、日本の漫画家。主にエッセイコミックやHow to本を手がける。
マイクロマガジン社『PC-DIY』でエッセイコミック「でこのパソコンはじめて物語」を連載。同誌の休刊後も、同誌に記事を執筆していたライター有志が開設したサイト「PC-DIY Extra」で続編を掲載している。本作を始め、大半の作品においてツインテールでやや暴力的な性格の少女「でこ」と熊のような正体不明の生き物「デコポソ」がメインキャラクターとして登場するのが特徴である。
2006年1月、防衛弘済会『まんがで読む! 防衛白書』の作画担当者に抜擢され、話題となる。2007年、防衛弘済会より「考える防衛本」のキャッチコピーで「平和の国のネバーランド」を刊行。ところが、両作品を取り上げた『サイゾー』2007年8月号掲載記事「萌え系オリジナルキャラが防衛省企画で大活躍中!」が毎日新聞社の英語ニュースサイト・毎日デイリーニューズの連載コラム「WaiWai」において"Defense Ministry turns to 'Lolita' manga character to reveal inner self"とあたかも作品の内容が幼児性愛と関連が有るかのように歪曲して紹介されていたことが発覚し（詳細は毎日デイリーニューズ低俗記事配信問題を参照）、毎日新聞社に電話で抗議した際のやり取りをブログで公表している。

## 主な作品
連載
- でこのパソコンはじめて物語（マイクロマガジン社「PC-DIY」連載）
- デコポソのNO MORE!!（フライング・ボディ・プレス「CHECK A GO GO!」）

単行本
- まんがでわかるランニング障害事典（ランナーズ社、漫画部分）
- まんがで読む! 平成17年版防衛白書（防衛弘済会）
- 平和の国のネバーランド（防衛弘済会）